# Údraž (tvrz)
Údraž je bývalá tvrz přestavěná na sýpku. Nachází se ve vesnici Údraž u Albrechtic nad Vltavou, asi jedenáct kilometrů východně od Písku. Od roku 1958 patří mezi kulturní památky.

## Historie
První jednoznačné zmínky o tvrzi pocházejí až z roku 1530. V 16. století proběhla renesanční přestavba tvrze. Později došlo k barokní přestavbě tvrze. Za třicetileté války tvrz zpustla a byla přestavěna na sýpku.

## Popis
Tvrz se nachází ve středu vesnice Údraž, v západní části hospodářského dvora. Stavba má podlouhlý obdélníkový tvar s dvěma podlažími a sedlovou střechou. Jižní průčelí stavby je na obou nárožích zdobeno renesančním červeně malovaným iluzivním kvádrováním. Štít je od prvního patra oddělen cihlovou omítanou římsou a je členěn zdobenými štukovými lizénami do šesti polí. Na východní straně se nachází tři sýpková okénka, na jižní čtyři a na severní části tvrze dvě sýpková okénka (menší než předešlá). Nad horním vstupem se zachovaly zdobené pasparty. Zdivo je převážně cihlové. Přízemí se dělí na tři části, z nichž dvě jsou valeně zaklenuty. V prvním patře se nacházejí dvě prostory, jižní místnost je zaklenuta výsečovou klenbou s hřebínky a do severní místnosti vede renesančně profilovaný portál.